# Nude & Rude: The Best of Iggy Pop
Nude & Rude: The Best of Iggy Pop — сборник лучших песен Игги Попа, вышедший в 1996 году. За ним последовала более полная компиляция «A Million in Prizes: The Anthology» 2005 года.

## Об альбоме
Составителем компиляции была Венди Картрайт Осборн. В оформлении альбома были использованы работы известных фотографов Майкла Лавайна (англ. Michael Lavine) и Джерарда Маланги.
На сайте Allmusic высоко оценили сборник, поставив ему 4,5 балла из пяти. По мнению рецензента, большинство сольных альбомов Игги Попа «откровенно скучные», кроме трёх — The Idiot, Lust for Life и Brick by Brick; отбор лучших треков из этих трёх альбомов, а также записей в составе Stooges был назван «потрясающей работой».

## Список композиций
1. «I Wanna Be Your Dog»
2. «No Fun»
3. «Search and Destroy»
4. «Gimme Danger»
5. «I'm Sick of You»
6. «Funtime»
7. «Nightclubbing»
8. «China Girl»
9. «Lust for Life»
10. «The Passenger»
11. «Kill City»
12. «Real Wild Child»
13. «Cry for Love»
14. «Cold Metal»
15. «Candy»
16. «Home»
17. «Wild America»